# Jan van Kessel der Ältere

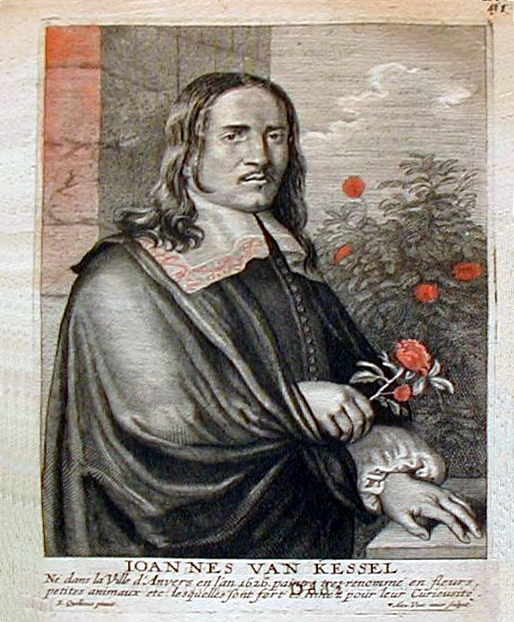
Bildnis von Jan van Kessel gestochen nach einem Entwurf von Hubertus Quellinus

Jan van Kessel der Ältere oder Jan van Kessel I (getauft 5. April 1626 in Antwerpen, Flandern; † 17. April 1679 ebenda) war ein flämischer Maler und Zeichner der Mitte des 17. Jahrhunderts in Antwerpen tätig war. Als vielseitiger Künstler schuf er Werke in vielen Gattungen, darunter Insektenstudien, Blumenstillleben, Marinemalerei, Flusslandschaften, Paradieslandschaften, allegorische Kompositionen, Szenen mit Tieren und Genreszenen. Als Spross der Brueghel-Familie ließ er sich in vielen seiner Sujets vom Werk seines Großvaters Jan Brueghel der Ältere sowie von der früheren Generation flämischer Maler wie Daniel Seghers, Joris Hoefnagel und Frans Snyders inspirieren. Van Kessels Werke wurden von seinen Zeitgenossen hoch geschätzt und von geschickten Handwerkern, wohlhabenden Händlern, Adligen und ausländischen Würdenträgern in ganz Europa gesammelt.

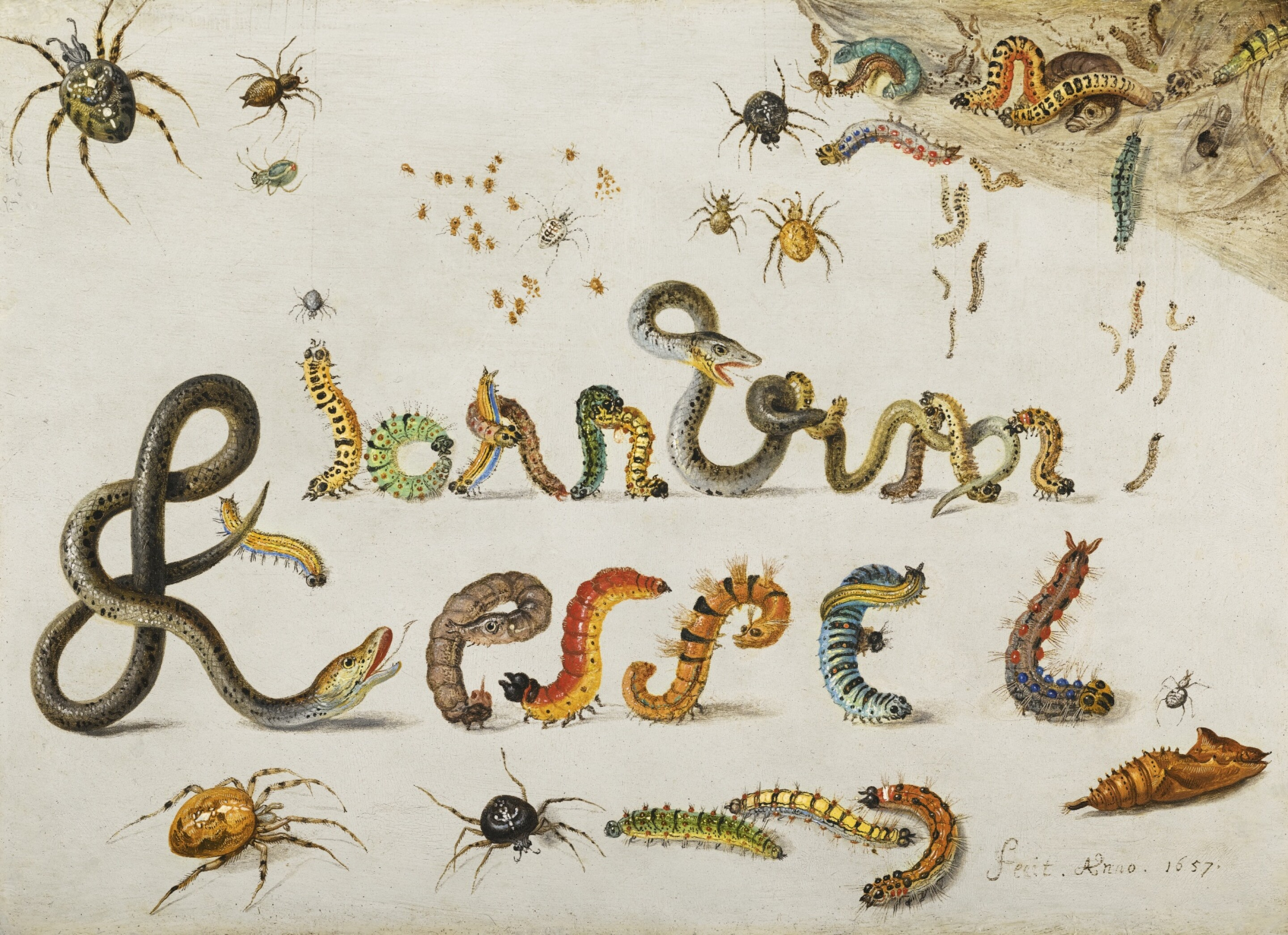
Autogramm, aus Insekten und Raupen gebildet

## Leben
Jan van Kessel wurde in Antwerpen geboren als Sohn von Hieronymus van Kessel der Jüngere und Paschasia Brueghel, Tochter von Jan Brueghel der Ältere. Er war somit der Enkel von Jan Brueghel d. Ä., der Urenkel von Pieter Bruegel dem Älteren und der Neffe von Jan Brueghel dem Jüngeren. David Teniers der Jüngere war mit einer Schwester seiner Mutter verheiratet und war daher sein Onkel. Seine direkten Vorfahren in der Linie der Familie van Kessel waren sein Großvater Hieronymus van Kessel der Ältere und sein Vater Hieronymus van Kessel der Jüngere, die beide Maler waren. Über das Werk dieser van Kessel-Vorfahren ist sehr wenig bekannt.

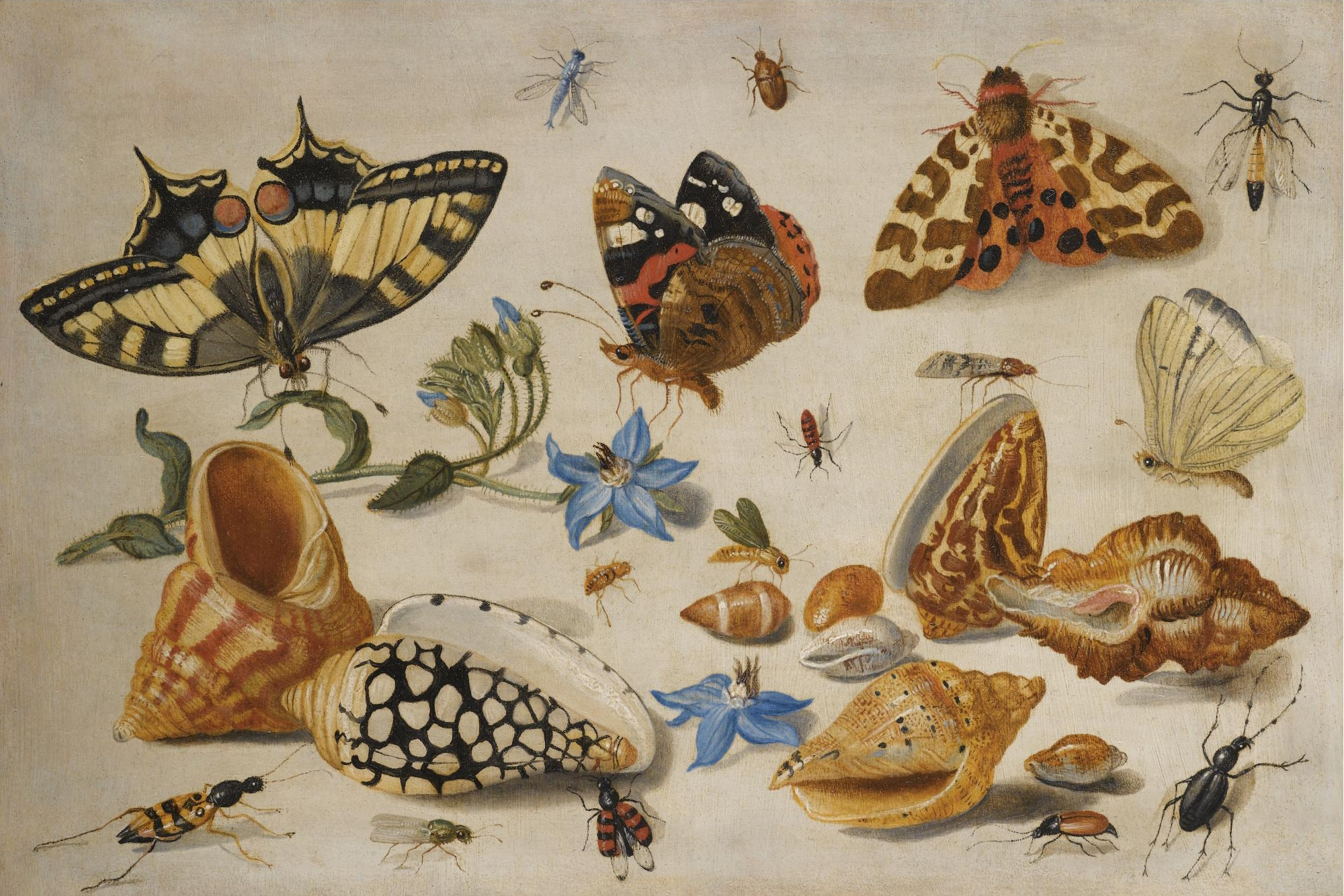
Schmetterlinge und andere Insekten, Muscheln und Schnecken

Es wird traditionell angenommen, dass Jan van Kessel der Joannes van Kessel ist, der im Gildejahr 1634–1635 als Lehrling des Historienmalers Simon de Vos in den Registern der Antwerpener Lukasgilde eingetragen war.  Einige Kunsthistoriker glauben, dass dieser Joannes van Kessel ein anderer Künstler war, der als der „andere Jan van Kessel“ bezeichnet wird.  Der letztgenannte Künstler wurde im Gildejahr 1644–1645 als Meister in die Gilde aufgenommen und bezahlte den vollen Mitgliedsbeitrag, während Jan van Kessel d. Ä. im selben Jahr als Meister aufgenommen wurde, aber als Sohn eines Meisters nur die Hälfte des Mitgliedsbeitrags zahlen musste. Es ist daher wahrscheinlicher, dass Jan van Kessel d. Ä. in der Werkstatt seines Vaters ausgebildet und erst als selbständiger Meister eingetragen wurde, als er die Werkstatt seines Vaters übernahm.  Es wird auch vermutet, dass er bei seinem Onkel Jan Brueghel d. J. studiert hat.
Am 11. Juni 1646 heiratete er Maria van Apshoven (oder Abshoven). Das Paar hatte 13 Kinder, von denen zwei, Jan und Ferdinand, von ihm ausgebildet wurden und zu erfolgreichen Malern wurden. Er war Hauptmann einer örtlichen Schutterij in Antwerpen.
Jan van Kessel war finanziell erfolgreich, denn seine Werke erzielten hohe Preise und wurden zu Hause und in ganz Europa gesammelt. Er kaufte 1656 ein Haus namens Witte en Roode Roos (Weiße und Rote Rose) im Zentrum Antwerpens. Als seine Frau 1678 starb, scheint sich sein Schicksal zum Schlechteren gewendet zu haben. Im Jahr 1679 musste er eine Hypothek auf sein Haus aufnehmen. Er war zu krank geworden, um zu malen, und starb am 17. April 1679 in Antwerpen.
Er bildete andere Maler und auch seine eigenen Familienmitglieder aus. Zu seinen Schülern gehörten seine Söhne Jan und Ferdinand.

## Werke

### Überblick

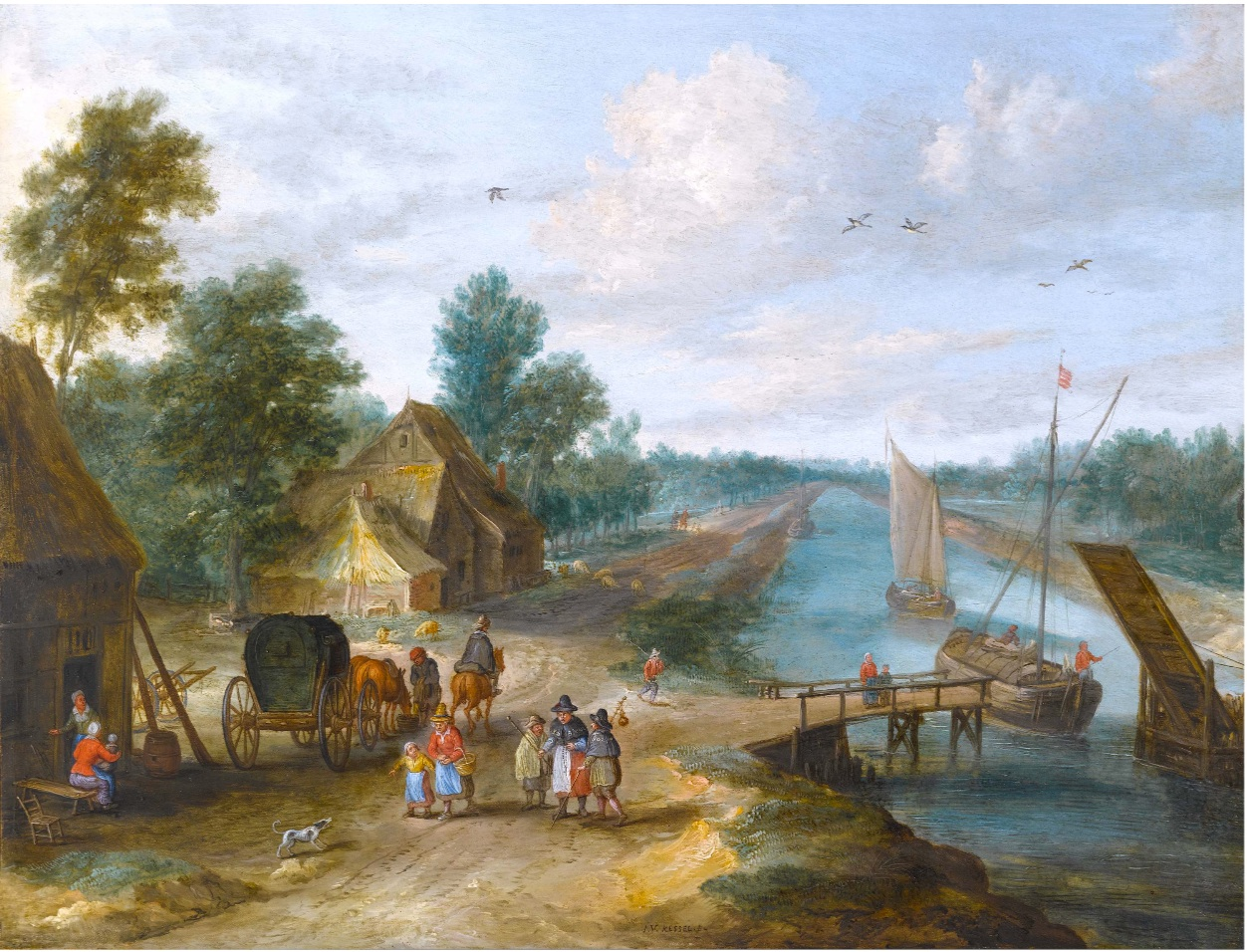
Flusslandschaft mit Figuren auf einem Weg

Jan van Kessel d. Ä. war ein vielseitiger Künstler, der sich in vielen Genres betätigte, darunter Studien von Insekten, Blumenstillleben, Marinen, Flusslandschaften, Paradieslandschaften, allegorische Kompositionen, Szenen mit Tieren und Genreszenen. Seine datierten Werke reichen von 1648 bis 1676.
Die Zuschreibung von Werken an Jan van Kessel den Älteren ist aufgrund von Verwechslungen mit anderen Künstlern mit ähnlichem Namen, die alle etwa zur gleichen Zeit aktiv waren, manchmal schwierig. Neben seinem Sohn Jan gab es noch einen weiteren Antwerpener Maler mit dem Namen Jan van Kessel (genannt „der andere“ Jan van Kessel), der Stillleben malte, während in Amsterdam ein Jan van Kessel als Landschaftsmaler bekannt war. Um die Dinge weiter zu verkomplizieren, wird er normalerweise als Jan van Kessel I bezeichnet, da er einen Onkel hatte, der ebenfalls Jan van Kessel hieß, aber manchmal wird er auch als Jan van Kessel II bezeichnet und sein Sohn Jan van Kessel der Jüngere als Jan van Kessel III. Ein weiteres Problem für die Zuschreibung war die Tatsache, dass Jan van Kessel der Ältere zwei verschiedene Stile für seine Signatur verwendete. Für größere Formate verwendete er eine kursive, eher dekorative Signatur, die auf einem kleineren Gemälde schwer zu lesen gewesen wäre. Diese Praxis führte zu der irrtümlichen Annahme, dass diese Werke von zwei verschiedenen Malern stammten.
Jan van Kessel spezialisierte sich auf kleinformatige Bilder mit Themen aus der Natur wie Blumenstillleben und allegorische Serien, die das Tierreich, die vier Elemente, die Sinne oder die Teile der Welt zeigen. Besessen von pittoresken Details, arbeitete van Kessel nach der Natur und benutzte illustrierte wissenschaftliche Texte als Quellen, um seine Bilder mit Objekten zu füllen, die mit fast wissenschaftlicher Genauigkeit dargestellt wurden.

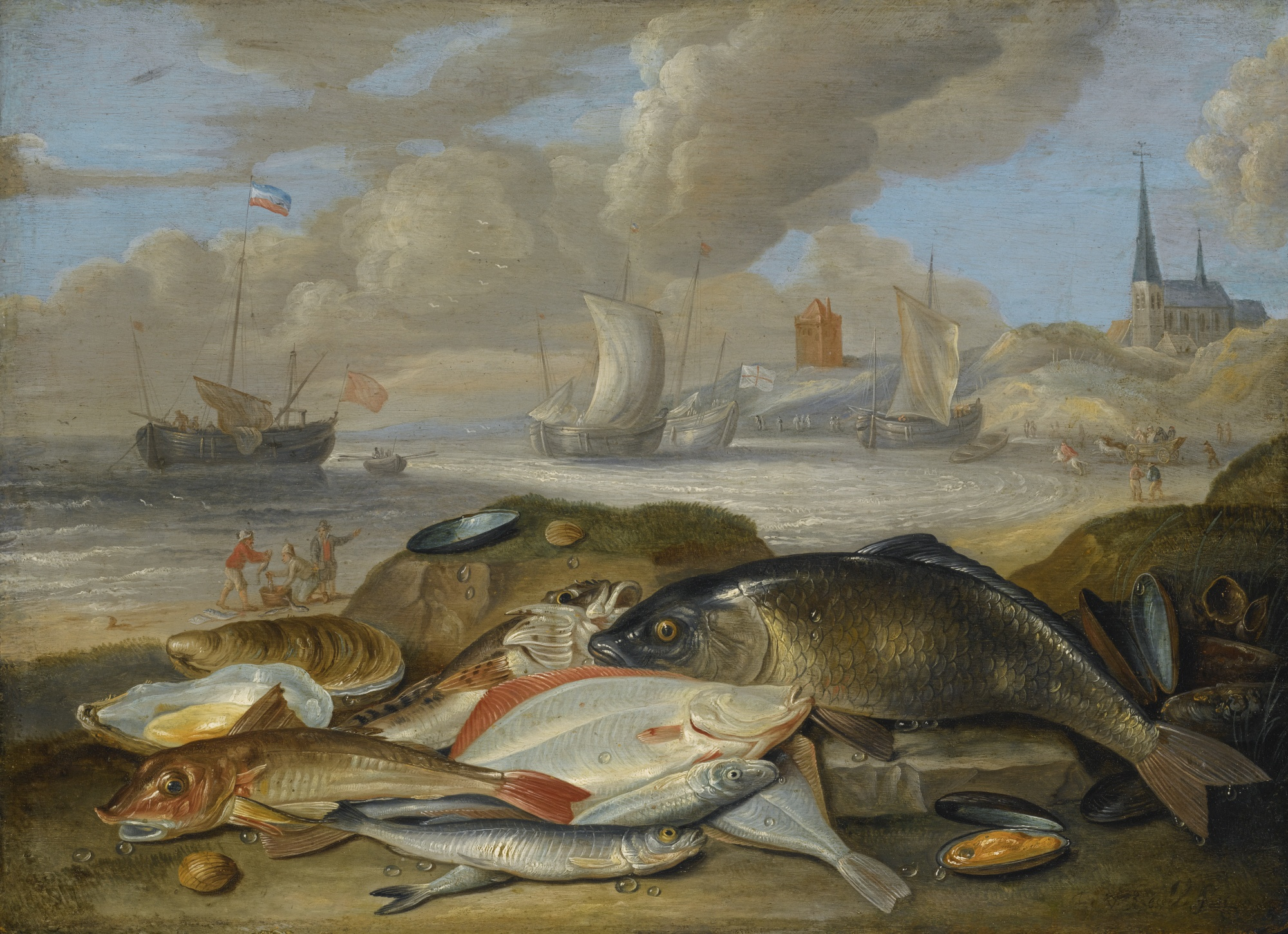
Stillleben von Fischen in einer Hafenlandschaft, möglicherweise eine Allegorie auf das Element Wasser

### Naturstudien
Jan van Kessel schuf eine große Anzahl von Tierstudien einschließlich von Insekten, Raupen und Reptilien sowie Bilder von Blumen und seltenen Objekten aus der ganzen bekannten Welt. Er zeigte sich als scharfer Beobachter und seine Tierstudien wurden zu seiner Zeit für ihre Akribie und Präzision gelobt. Seine Arbeit auf diesem Gebiet spiegelt das zeitgenössische Weltbild wider, in dem die Wertschätzung von Kunst und Natur Hand in Hand ging. Der gleiche Wunsch, die natürliche Welt zu sammeln und zu kategorisieren, der im späten 16. und 17. Jahrhundert den Anstoß zur Gründung der Kunst- und Wunderkammern gegeben hatte, inspirierte die Künstler der Zeit, dasselbe in gemalter Form zu erreichen. Jan van Kessels Großvater Jan Brueghel der Ältere hatte in seinem Werk bereits gezeigt, wie Künstler, ausgehend von empirischer Beobachtung, die Welt durch das Ordnen und Klassifizieren ihrer vielen Elemente darstellen konnten.

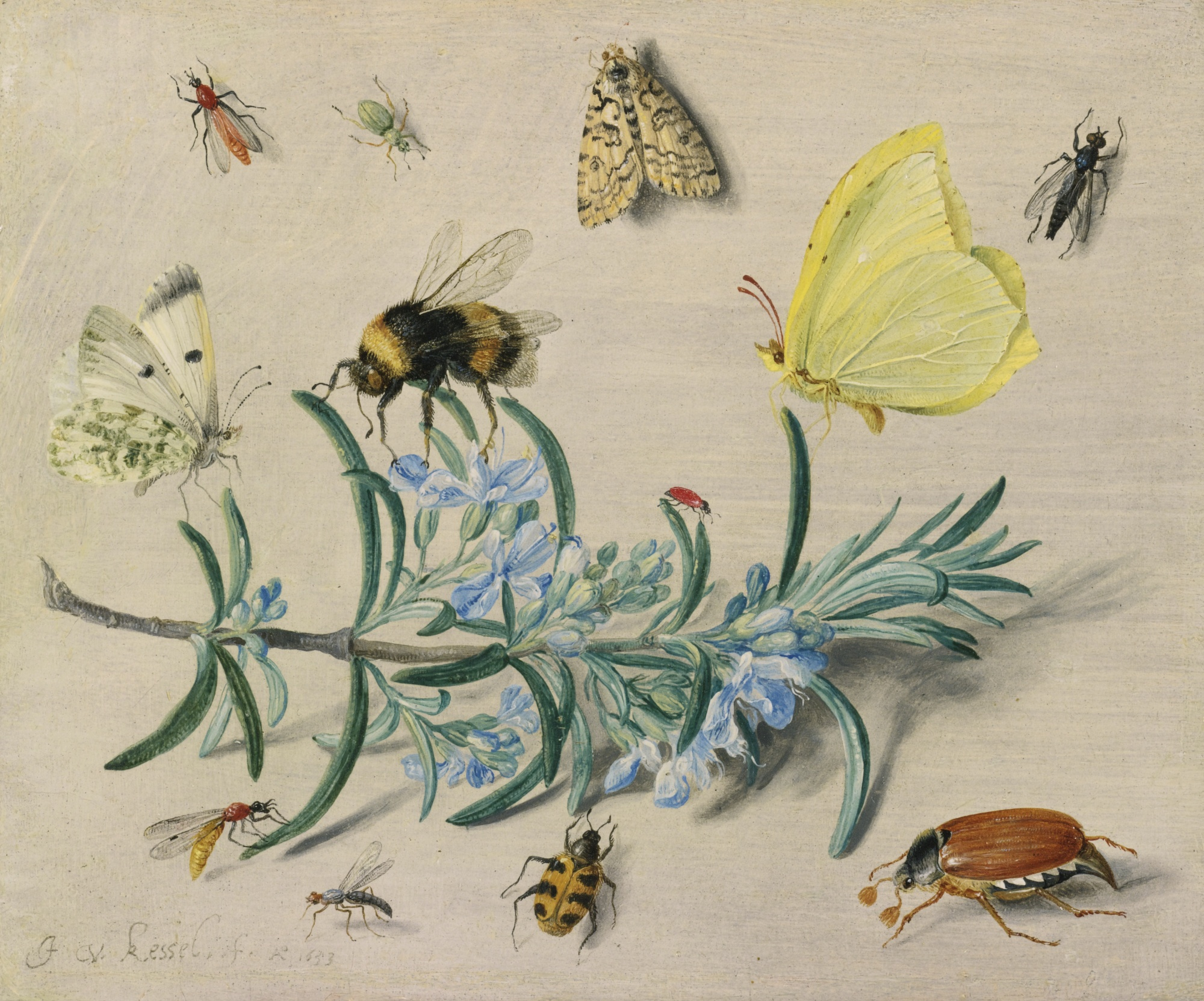
Stilllebenstudie von Insekten auf einem Rosmarinzweig mit Schmetterlingen, einer Hummel, Käfern und anderen Insekten

Ein wichtiger Einfluss auf seine Tierstudien war der wissenschaftliche Naturalismus des flämischen Künstlers Joris Hoefnagel, der vor allem für seine illuminierten Manuskripte und Stillleben auf Pergament bekannt war. Hoefnagels Studien von Blumen und Insekten wurden gestochen und unter dem Titel Archetypa studiaque patris Georgii Hoefnagelii von seinem Sohn Jacob Hoefnagel 1592 in Frankfurt veröffentlicht. Das Buch ist eine Sammlung von 48 Stichen von ad vivum dargestellten Pflanzen, Insekten und Kleintieren nach Studien von Joris Hoefnagel und war sehr einflussreich auf die nachfolgenden Generationen von Tiermalern.
Van Kessels Tierstudien unterscheiden sich von der nüchternen Herangehensweise seiner Vorgänger, die die verschiedenen Tier- und Pflanzenarten in Reihen anordneten, als wären sie Exemplare in einem Sammlerkabinett. Van Kessel legte mehr Wert auf Komposition und Ästhetik, ohne auf eine genaue Darstellung des jeweiligen Lebewesens zu verzichten. Ein Beispiel für diesen Ansatz ist das Werk Stilllebenstudie von Insekten auf einem Rosmarinzweig mit Schmetterlingen, einer Hummel, Käfern und anderen Insekten (Sotheby’s 10. November 2014, New York, Los 31). In dieser Komposition schuf van Kessel ein dynamisches Arrangement mit Insekten um einen einzelnen Rosmarinzweig, das die Illusion vermittelt, dass sich die Schmetterlinge und die Biene unterhalten. Trotz des Fehlens eines moralisierenden Textes, wie er in der Archetypa von Hoefnagel zu finden ist, wäre van Kessels Botschaft von der Natur als Spiegel der Macht Gottes für sein Publikum klar gewesen.

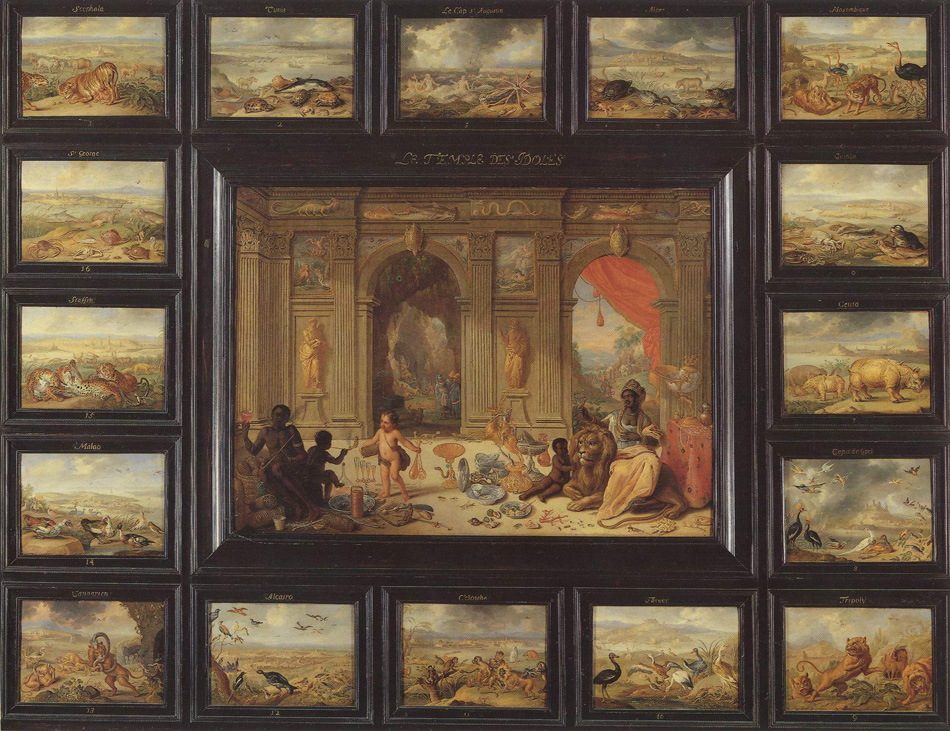
Afrika aus den vier Kontinenten, Alte Pinakothek

Seine Studien von Flora und Fauna wurden oft in großen Serien ausgeführt und dienten gelegentlich als Schubladenfronten von Sammlerkabinetten, die für die Präsentation von Objekten in Wunderkammern verwendet wurden. Im Gegensatz zu den in diesen Schränken aufbewahrten getrockneten und angehefteten Exemplaren wirken van Kessels gemalte Sujets sehr lebendig und sollen den Betrachter beim Öffnen der Außentüren offensichtlich überraschen und erfreuen. Jan van Kessel begann mit der Malerei dieser Werke in der ersten Hälfte der 1650er Jahre und die frühesten datierten Beispiele stammen aus dem Jahr 1653. Während einige dieser Werke auf Tafeln ausgeführt wurden, wurden die meisten auf Kupfer gemalt. Kupfer bot die glatte Oberfläche, die sich am besten für seine akribische und detaillierte Ausführung eignete.

### Die vier Kontinente
Jan van Kessel schuf zwei Serien von allegorischen Gemälden, die die Vier Teile der Welt oder die Vier Kontinente darstellen.  Diese Serien aus den 1660er Jahren bestehen aus vier zusammengesetzten Bildern, die sich aus 16 Mini-Ölgemälden auf Kupferplatten zusammensetzen, die um ein größeres Gemälde, ebenfalls auf Kupfer, angeordnet und in ein unterteiltes Ebenholzkabinett montiert sind. Die Mittelstücke stellen die Kontinente Europa, Asien, Afrika und Amerika durch eine Vielzahl von Figuren in ethnischer Kleidung und exotischen Tieren dar. Die umliegenden Platten stellen einzelne Städte und geografische Gebiete dar, in denen vermeintlich einheimische Flora und Fauna gezeigt werden.
Die erste Serie in der Alte Pinakothek in München ist vollständig, im Gegensatz zur zweiten Serie, die sich im Museo del Prado in Madrid befindet, von der einige Tafeln fehlen.  Eine Beschreibung, die von dem Werk in Spanien angefertigt wurde, ist ein Beweis dafür, dass die beiden Serien im Format identisch waren.  Die Schränke, in denen die Serien montiert sind, waren eine Spezialität Antwerpens und eines seiner wichtigen Luxusgüterexporte.  Sie wurden aus teuren, exotischen Hölzern gefertigt.  Ihre Fronten waren in mehrere Fächer unterteilt.  Es wurde argumentiert, dass van Kessel in seiner Serie Die vier Teile der Welt einen neuen Typus von Bildern schuf, indem er die Hierarchie der Materialien, aus denen das Kabinettobjekt besteht, umkehrte, indem er die Bedeutung der Gemälde über die Möbel, in die sie eingebettet sind, erhob.

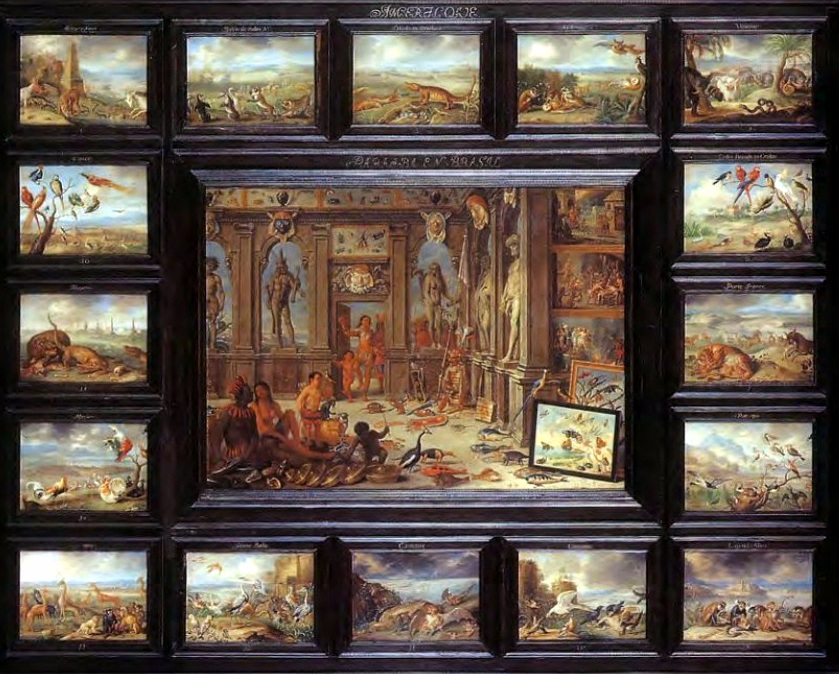
Amerika aus den Vier Kontinenten, Alte Pinakothek

Zwischen 1650 und 1675 schuf van Kessel mehr als 300 Gemälde auf kleinen Kupfertafeln, von denen viele für die Dekoration von Schränken verwendet wurden. Während es sich bei den in Kabinetten platzierten Gemälden traditionell um minderwertige Werkstattprodukte handelte, handelt es sich bei van Kessels Die vier Teile der Welt um hoch individualisierte Werke von hoher künstlerischer Leistung, die für sich allein bewundert werden konnten. Als Objekte, die Schätze aus verschiedenen Teilen der Welt abbilden und selbst aus Materialien von fernen Orten zusammengesetzt sind, dürften van Kessels Bilder der Kontinente für sein elitäres Publikum aus Handwerkern, Kaufleuten, Kennern und ausländischen Würdenträgern eine besondere Bedeutung gehabt haben.  Es ist bekannt, dass van Kessels Die vier Teile der Welt von den zeitgenössischen Betrachtern als eine Demonstration seines künstlerischen Könnens und seiner Virtuosität geschätzt wurde, Eigenschaften, die von Sammlern hoch geschätzt wurden.
Das Bildthema der vier Teile der Welt war um 1570 in den humanistischen Kreisen Antwerpens entstanden. Es tauchte ursprünglich in allegorischen Drucken, Buchpublikationen und Prunkdekorationen auf. Die große Popularität des Themas lässt sich aus dem zeitgenössischen wissenschaftlichen Interesse verstehen. Das Thema war zu Beginn des 17. Jahrhunderts in die Malerei übergegangen.
Stilistisch ahmen van Kessels Ansichten die miniaturistische Weise seines Großvaters Jan Brueghel d. Ä. nach. Alle Bilder folgen einem ähnlichen Kompositionsschema: Im Hintergrund ist eine Stadtansicht zu sehen, während im Vordergrund eine Nahaufnahme von großen Tieren verschiedener Arten zu sehen ist. Dieses Schema war charakteristisch für Grafiker des 16. Jahrhunderts wie Joris Hoefnagel und Adriaen Collaert, von denen man weiß, dass sie eine Inspirationsquelle für Van Kessels Werk im Allgemeinen waren. Diese Anordnung scheint von der Kartographie der Zeit inspiriert zu sein, wo die Karten der Kontinente mit einer Vielzahl von Tieren, realen und fantastischen, illustriert und von Bordüren umgeben sind, die in kleine Szenen mit der Darstellung der Planeten, der Jahreszeiten und der vier Elemente unterteilt sind, oder Karten von Ländern, die von kleinen Vignetten mit Ansichten der wichtigsten Städte umrandet sind. Joris Hoefnagel und Adriaen Collaert waren auch die direkte Quelle für einige der von van Kessel gemalten Tiere. Andere sind von Gemälden von Jan Brueghel dem Älteren, Jan Fyt, Frans Snyders, Paul de Vos und Rubens kopiert.
Trotz ihres Naturalismus scheint die Einbeziehung phantastischer Tiere und Wesen in die Bilder darauf hinzudeuten, dass es dem Maler nicht ganz um eine objektive oder wissenschaftliche Beschreibung, sondern um die Darstellung des Exotischen als solches ging.

## Girlandengemälde

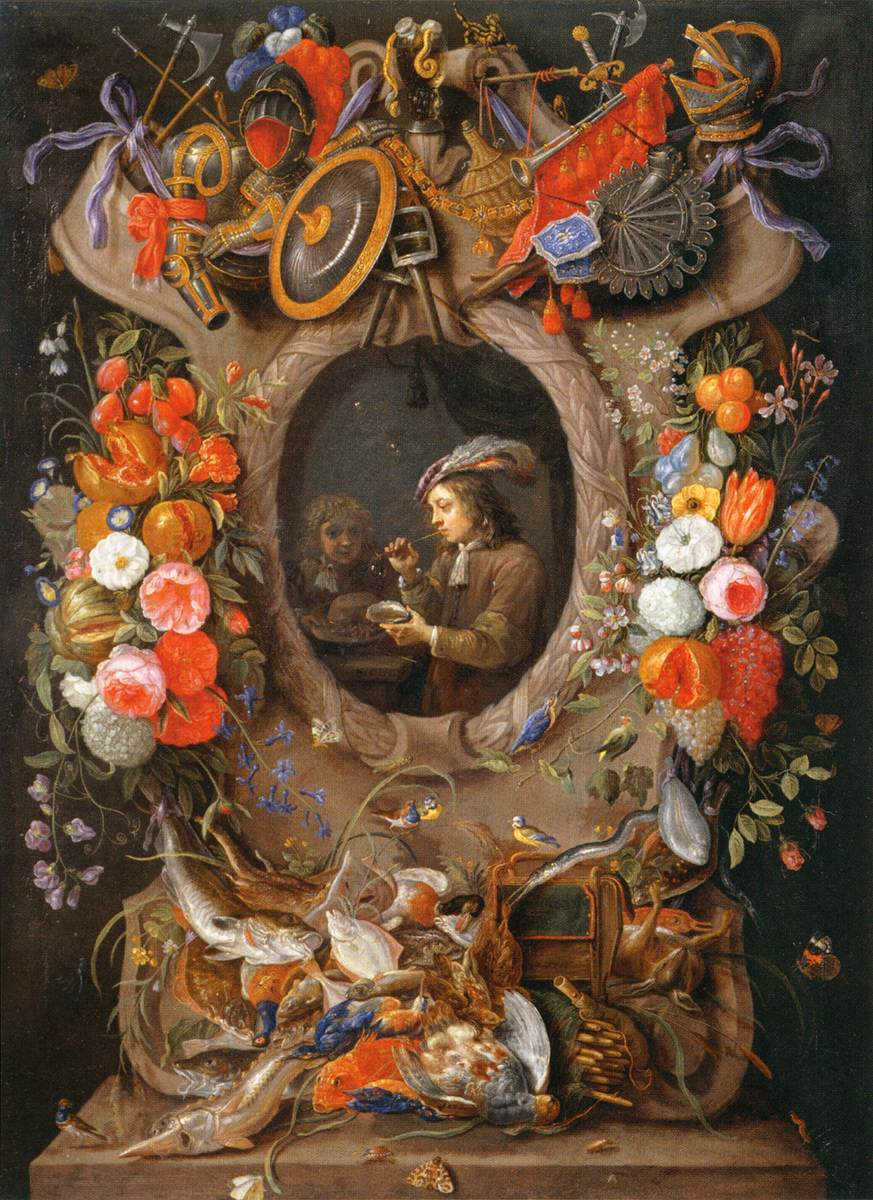
Die Seifenblasen

Van Kessels Großvater Jan Brueghel der Ältere spielte eine Schlüsselrolle bei der Erfindung und Entwicklung des Genres der Girlandengemälde in den ersten beiden Jahrzehnten des 17. Jahrhunderts. Girlandengemälde zeigen typischerweise eine Blumengirlande um ein Andachtsbild oder ein Porträt. Andere Künstler, die an der frühen Entwicklung des Genres beteiligt waren, waren Hendrik van Balen der Ältere, Andries Daniels, Peter Paul Rubens und Daniel Seghers. Das Genre stand zunächst im Zusammenhang mit der Bildsprache der Gegenreformation. Es war weiter inspiriert durch den Marienkult und die Marienverehrung am habsburgischen Hof (damals Herrscher über die Spanische Niederlande) und in Antwerpen allgemein. Die frühesten Exemplare des Genres enthalten oft ein Andachtsbild Marias in der Kartusche, aber in späteren Beispielen konnte das Bild in der Kartusche sowohl religiös als auch weltlich sein.
Girlandengemälde waren in der Regel Kooperationen zwischen einem Stillleben- und einem Figurenmaler. Van Kessel malte typischerweise das umgebende Stillleben, während ein Figurenmaler für die Figur oder ein anderes Bild in der Kartusche verantwortlich war. Es wird angenommen, dass sein Onkel David Teniers der Jüngere, Erasmus Quellinus der Ältere, Hendrik van Balen der Jüngere, Thomas Willeboirts und möglicherweise Johann Bockhorst an seinen Girlandengemälden mitarbeiteten.
Ein Beispiel für ein gemeinsames Girlandengemälde von Jan van Kessel und David Teniers dem Jüngeren ist die Komposition Die Seifenblasen (um 1660–1670, Louvre). In diesem Werk malte Jan van Kessel eine dekorative Girlande, die die vier Elemente darstellt, um eine Kartusche, die einen jungen Mann zeigt, der Seifenblasen pustet, was die Vanitas, d. h. die Eitelkeit oder Vergänglichkeit des Lebens, symbolisiert.

## Weitere Zusammenarbeiten
Van Kessel arbeitete an einer Serie von zwanzig Kupfertafeln, die von zwei Mitgliedern der Moncada-Familie, einer katalanischen Adelsfamilie, in Auftrag gegeben wurden. Die Tafeln illustrieren die Taten von Guillermo Ramón Moncada und Antonio Moncada, zwei Brüdern aus dem Haus Moncada, die Ende des 14. und Anfang des 15. Jahrhunderts in Sizilien lebten. Fünf prominente flämische Künstler arbeiteten an den Tafeln mit. Von 12 Szenen, die Guillermo Ramón Moncada gewidmet sind, malte Willem van Herp der Ältere sechs, Luigi Primo fünf und Adam Frans van der Meulen eine. Van Kessels Onkel David Teniers der Jüngere war für alle acht Tafeln verantwortlich, die die Taten von Antonio Moncada beschreiben. Diese wurden nicht lange nach der Fertigstellung des ersten Teils der Serie gemalt. Jan van Kessel schuf die dekorativen Bordüren, die jede Episode einrahmen.

## Galerie

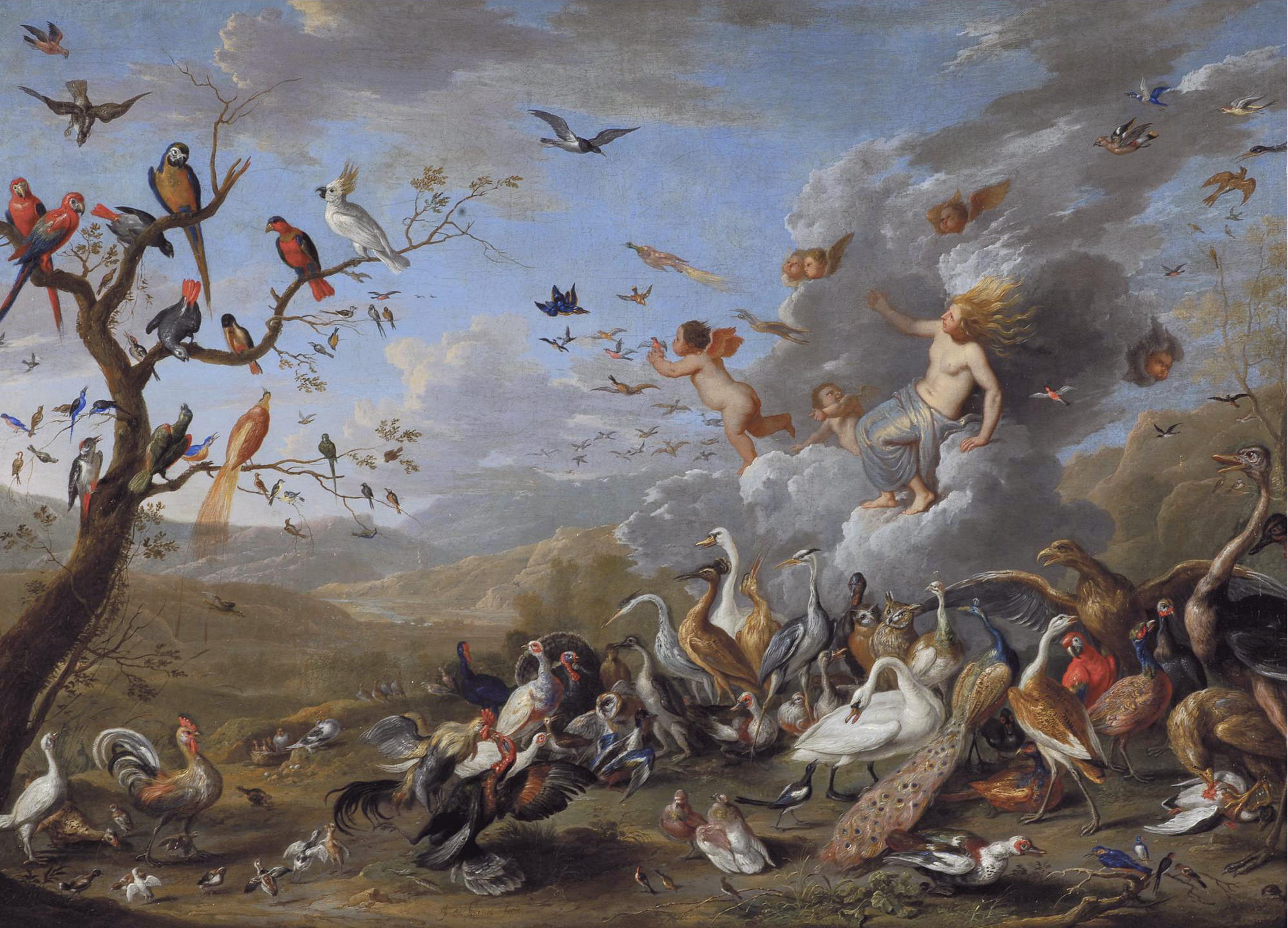
Allegorie der Luft
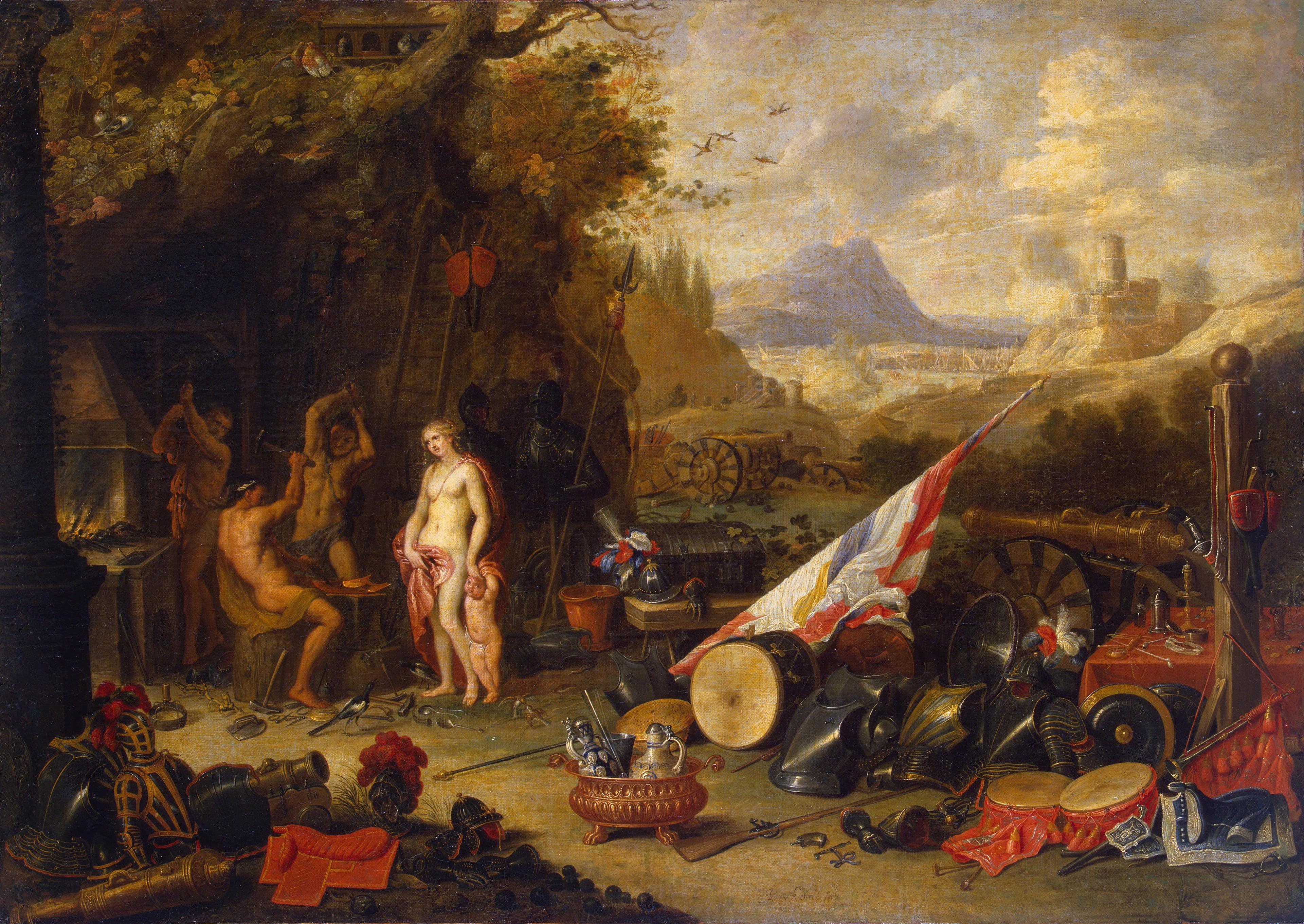
Venus an der Schmiede des Vulkan
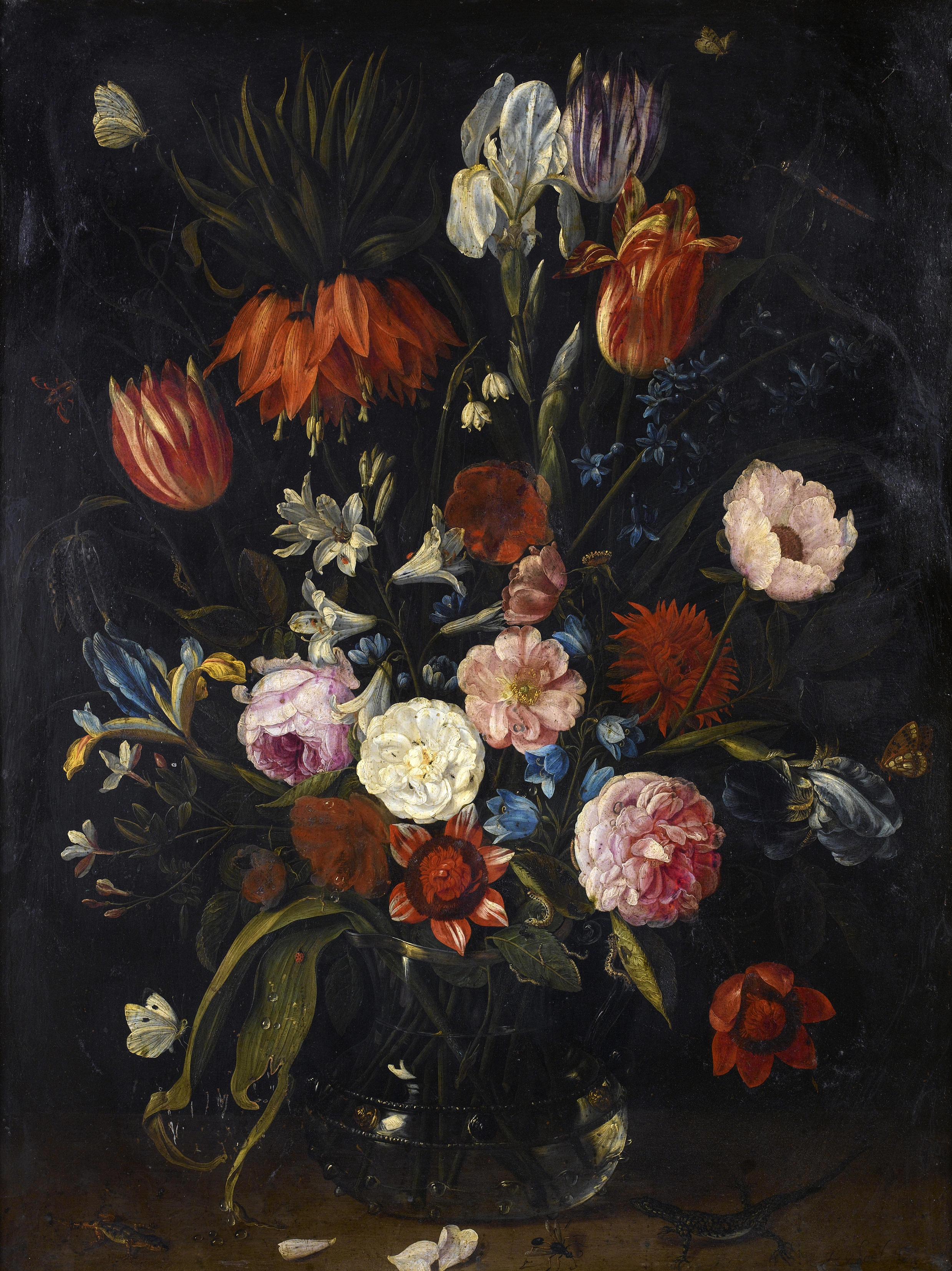
Ein Stillleben mit Blumen, einer Eidechse und Insekten
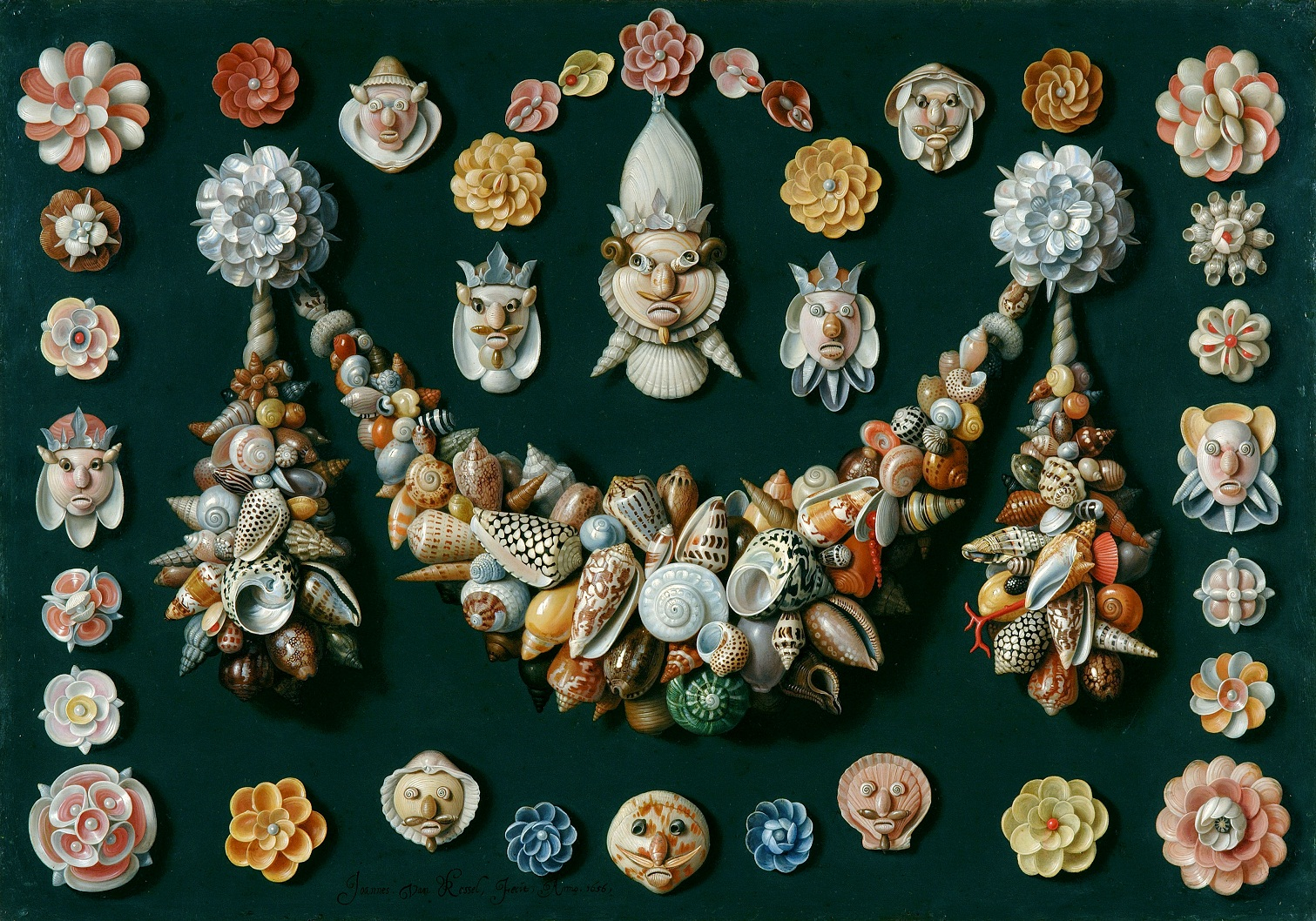
Masken aus Muscheln
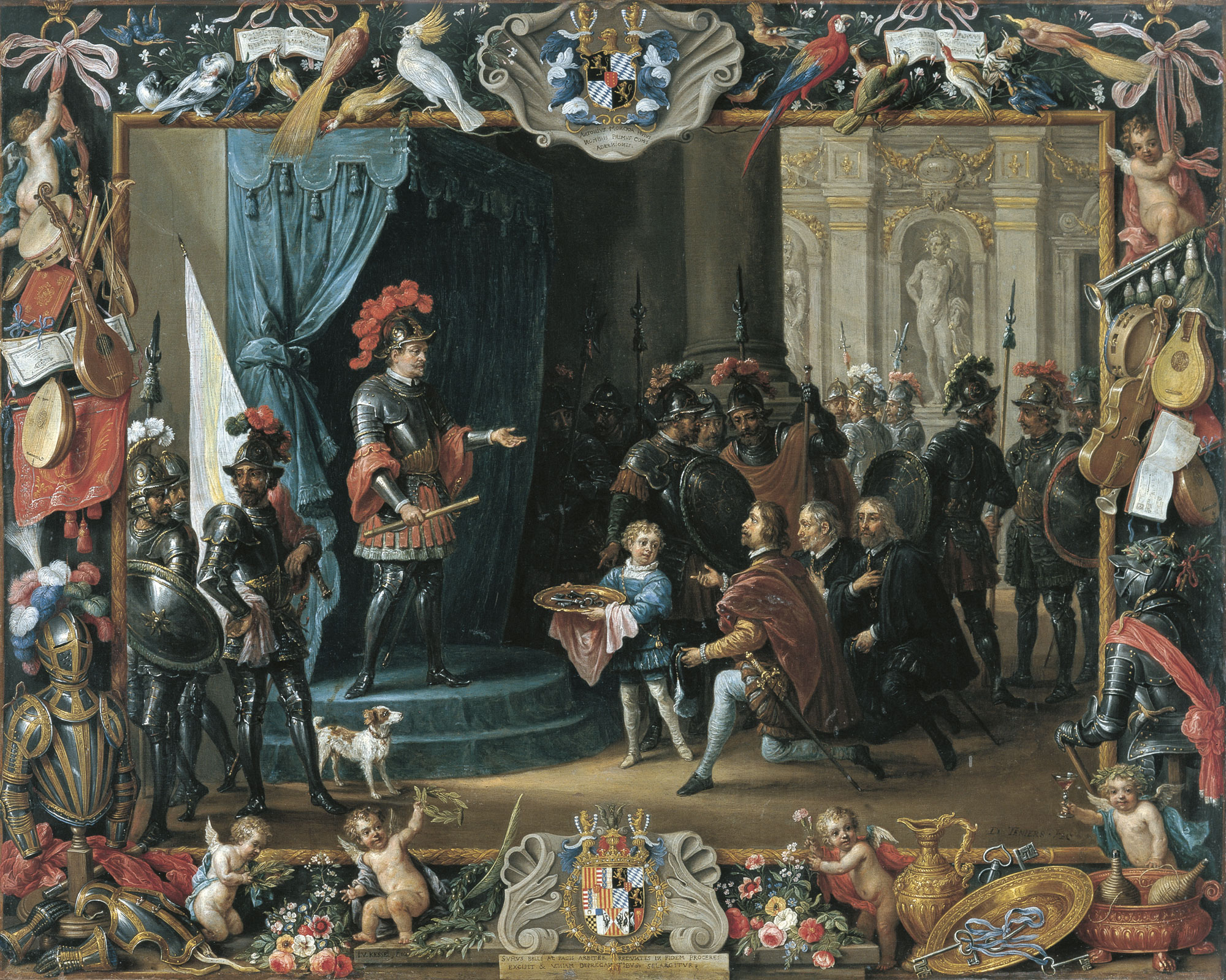
Die Unterwerfung der sizilianischen Rebellen unter Antonio de Moncada im Jahr 1411

## Belege
1. ↑  Hermann Arthur Lier: Kessel, van. In: Allgemeine Deutsche Biographie (ADB). Band 15, Duncker & Humblot, Leipzig 1882, S. 653–655.
2. 1 2 3  Jan van Kessel (I), Website der RKD – Nederlands Instituut voor Kunstgeschiedenis
3. 1 2  W. Laureyssens. "Kessel, van." Grove Art Online. Oxford Art Online. Oxford University Press
4. 1 2 3 4 5  Nadia Groeneveld-Baadj, A World of Materials in a Cabinet without Drawers: Re-framing Jan van Kessels The Four Parts of the World, in: Netherlands Yearbook for History of Art/Nederlands Kunsthistorisch Jaarboek 62: Meaning in Materials, S. 202–237, 2013
5. 1 2 3 4  Frans Jozef Peter Van den Branden, Geschiedenis der Antwerpsche schilderschool, Antwerpen, 1883, S. 1098–1101
6. ↑  Jan van Kessel the Elder, Website der National Gallery
7. 1 2  Johannes van Kessel, in: Cornelis de Bie, Het Gulden Cabinet, 1662, S. 409
8. ↑  Ph. Rombouts and Th. van Lerius (Hrsg.), De Liggeren en andere Historische Archieven der Antwerpsche Sint Lucasgilde, onder Zinkspreuk: "Wy Jonsten Versaemt" afgeschreven en bemerkt door Ph. Rombouts en Th. Van Lerius, Advokaet, onder de bescherming van den raed van bestuer der koninklyke Akademie van beeldende Kunsten, van gezegde Stad, Volume 2, Antwerp, 1872, S. 62, 65, 155, 162, 467
9. ↑  Jan van Kessel (Antwerp 1626-1679), Grapes, peaches, cranberries, flowers and butterflies, in a porcelain bowl on a wooden ledge; and Grapes, blackberries, cherries, butterflies and a walnut in a porcelain bowl on a wooden ledge, Christie’s
10. ↑  Jan van Kessel the Younger, Website der RKD – Nederlands Instituut voor Kunstgeschiedenis
11. ↑  'the other' Jan van Kessel (Memento des Originals vom 3. Juni 2020 im Internet Archive)  Info: Der Archivlink wurde automatisch eingesetzt und noch nicht geprüft. Bitte prüfe Original- und Archivlink gemäß Anleitung und entferne dann diesen Hinweis., Website der RKD – Nederlands Instituut voor Kunstgeschiedenis
12. ↑  Jan van Kessel (of Amsterdam) (Memento des Originals vom 26. Juli 2014 im Webarchiv archive.today)  Info: Der Archivlink wurde automatisch eingesetzt und noch nicht geprüft. Bitte prüfe Original- und Archivlink gemäß Anleitung und entferne dann diesen Hinweis., Website der RKD – Nederlands Instituut voor Kunstgeschiedenis
13. ↑  Jan van Kessel (Antwerp 1626-1679), Roses, tulips, an iris and other flowers, in a glass vase on a stone plinth, with butterflies and other insects, Christie’s
14. 1 2 3 4  Jan van Kessel (I), A still life study of insects on a sprig of rosemary with butterflies, a bumble bee, beetles and other insects, Sotheby’s
15. ↑  Arianne Faber Kolb, Jan Brueghel the Elder: The Entry of the Animals into Noah’s Ark, Getty Publications, 2005, S. 47
16. ↑  The Archetypa studiaque patris Georgii Hoefnagelii at archive.org
17. 1 2  Jan van Kessel, Study of insects, butterflies and a snail with a sprig of forget-me-nots; study of butterflies and other insects with a sprig of apple blossom, Sotheby’s
18. 1 2  Posada Kubissa, T., El paisaje nórdico en el Prado: Rubens, Brueghel, Lorena, 2012, S. 129–130
19. 1 2  Susan Merriam, Seventeenth-Century Flemish Garland Paintings. Still Life, Vision and the Devotional Image, Ashgate Publishing, Ltd., 2012
20. 1 2  David Freedberg, "The Origins and Rise of the Flemish Madonnas in Flower Garlands, Decoration and Devotion", Münchener Jahrbuch der bildenden Kunst, xxxii, 1981, pp. 115–150.
21. ↑  Jan van KESSEL, Les Bulles de savon, Louvre
22. ↑  David Teniers II and Jan van Kessel I, The Submission of the Sicilian Rebels to Antonio de Moncada in 1411, Thyssen-Bornemisza Collection

| Personendaten    | Personendaten              |
| ---------------- | -------------------------- |
| NAME             | Kessel, Jan van der Ältere |
| ALTERNATIVNAMEN  | Kessel, Jan van I          |
| KURZBESCHREIBUNG | flämischer Maler           |
| GEBURTSDATUM     | 5. April 1626              |
| GEBURTSORT       | Antwerpen                  |
| STERBEDATUM      | 17. April 1679             |
| STERBEORT        | Antwerpen                  |